# Frontière entre la Croatie et la Slovénie
 (juillet 2015).

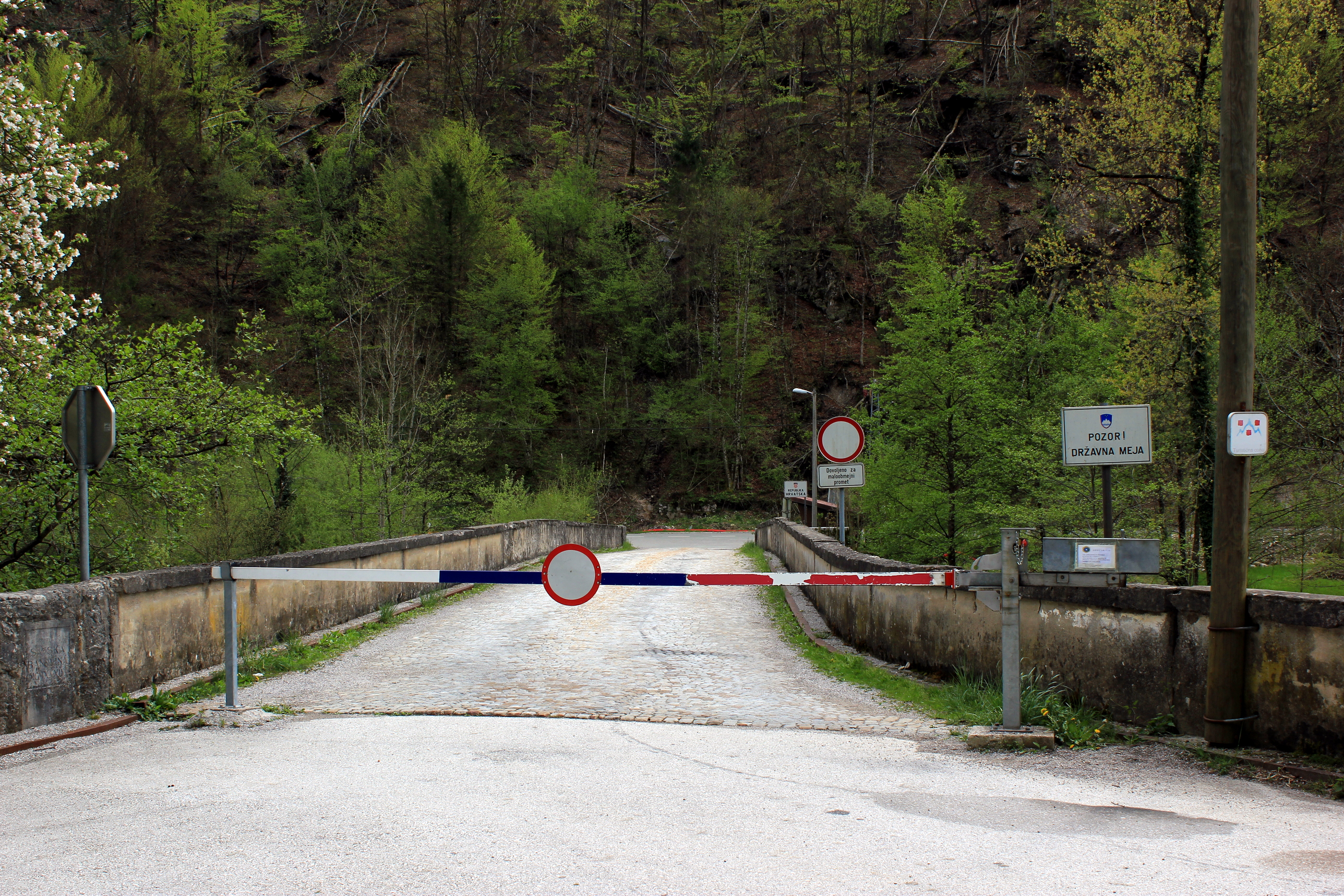
Un pont sur la rivière Kupa, en 2014.

La frontière entre la Croatie et la Slovénie est la frontière séparant la Croatie et la Slovénie à l'intérieur de l'Union européenne. 
Jusqu'en 2009, un contentieux sur la frontière marine au niveau de la mer Adriatique minait les relations entre les deux pays. La Slovénie, membre de l'Union européenne, posait la résolution du contentieux comme condition pour l'entrée de la Croatie en Europe.

## Frontière terrestre
Jusqu'en 2023, les douaniers y contrôlent les véhicules car la frontière est une frontière entre l'espace Schengen et le reste de l'Europe, la Slovénie faisant partie de espace Schengen depuis son adhésion en 2004 alors que la Croatie ne l'a intégré qu'en janvier 2023.

## Frontière maritime

### Différend frontalier
La Croatie et la Slovénie déclarent leur indépendance le 25 juin 1991, puis signent un accord sur le tracé de leur frontière partagée en 1996. L'accord ne couvre alors pas une bande de 46km dans la baie de Piran, ce qui fait l'objet d'un accord séparé signé en 1997 et validé par le Parlement slovène en 2001 mais rejeté par le camp croate. La Slovènie entre dans l'Union européenne le 1 mai 2004 et envoie le 22 septembre 2004 une délégation pour occuper la baie, mais la Croatie rétorque en envoyant ses forces policières. La Slovénie intègre l'espace Schengen le 21 décembre 2007.
Le 29 juin 2017, la justice internationale tranche et accorde deux tiers de la baie de Piran à la Slovènie, garantissant ainsi l'accès direct du pays aux eaux internationales. La Croatie promet alors de contre-attaquer.